# Linus Roth
Linus Roth (Ravensburg, 1977) és un violinista i professor universitari alemany.

## Biografia
Roth va créixer a Ertingen, a prop de Riedlingen, al districte Biberach de Baden-Wurtemberg. Als dotze anys va rebre lliçons de violí de Nicolas Chumachenco a la Universitat de Música de Friburg. De 1993 a 1998 va estudiar amb Zakhar Bron a la Universitat de Música de Lübeck. Després ho va fer a la Zuric School of Music i amb Ana Chumachenko a la Universitat de Música i Arts Escèniques de Múnic, on es va graduar amb un diploma de solista. Salvatore Accardo, Miriam Fried i Josef Rissin també han estat influències importants en ell.
Amb el seu debut amb el segell EMI Classics amb sonates de violí de Mendelssohn, Brahms, Debussy i Ysaye, el 2005 va ser conegut per un públic més ampli. Per aquest CD, va rebre el premi Echo Classic al millor artista jove de 2006.
A més de les seves activitats de concert amb les principals orquestres europees, Roth també toca música de cambra i vetllades solistes, sovint amb els pianistes José Gallardo o Vanessa Benelli Mosell. Roth es preocupa especialment per la difusió de la música del compositor polonès-soviètic Mieczyslaw Weinberg, del qual ha enregistrat el concert per a violí i les obres completes per a violí i piano. És cofundador l'any 2015 de la International Mieczysław Weinberg Society, una associació sense ànim de lucre que ajuda a organitzar concerts, conferències, exposicions, publicacions i enregistraments del compositor.
Roth és professor de violí al centre Leopold Mozart de la Universitat d'Augsburg des d'octubre de 2012.
Roth toca el violí Stradivari Dancla del 1703, en préstec de la L-Bank Music Foundation des de 1997.

## Premis
- 1992, Concurs federal de música juvenil, 1r premi
- Becari de la Fundació Anne-Sophie-Mutter
- 1995, Concurs Internacional de Violí de Novosibirsk, 1r premi
- 1997, Concurs internacional de música "Joseph Szigeti", 2n premi
- 2003, Concurs de música alemanya, 1r premi
- 2003, Premi especial de la Schumannhaus Bonn
- 2006, Echo Klassik, "Millor artista jove"
- 2014, Premi cultural del districte de Biberach
- 2017, Echo Klassik, "enregistrament de concerts de l'any"